# Maison des Filles de la charité
La maison des Filles de la charité est un couvent situé à Paris en France. C'est la « maison-mère » des Sœurs de Saint-Vincent-de-Paul, appelées également « les Filles de la charité ». Cet ensemble architectural est classé aux monuments historiques et abrite la chapelle Notre-Dame-de-la-Médaille-miraculeuse. 

## Situation et accès
La maison des Filles de la charité est située au 136-140 de la rue du Bac, à Paris 7e.

## Historique

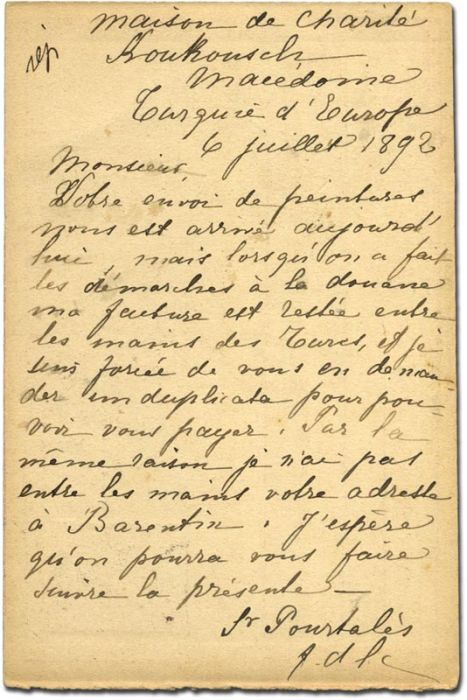
Lettre de la mission catholique de la maison des Filles de la charité à Koukousch, Grèce (aujourd'hui Kilkís),
6 juillet 1892.

La maison des Filles de la charité est la « maison-mère » des Filles de la charité, congrégation fondée par saint Vincent de Paul et sainte Louise de Marillac en 1633. Elle est également connue pour sa chapelle, appelée chapelle Notre-Dame-de-la-Médaille-miraculeuse, lieu des apparitions présumées de la Sainte Vierge à sainte Catherine Labouré en 1830, à l'origine d'une médaille dite miraculeuse. 
L'ensemble des bâtiments fait l’objet d’un classement au titre des monuments historiques depuis le 25 juin 1963 ainsi que de deux inscriptions au titre des monuments historiques les 25 juin 1963 et 23 décembre 1976.